# Брунау
Брунау (нем. Brunau) — община в Германии, в земле Саксония-Анхальт.
Входит в состав района Зальцведель. Подчиняется управлению Арендзее-Кальбе. Население составляет 638 человек (на 31 декабря 2006 года). Занимает площадь 16,05 км².

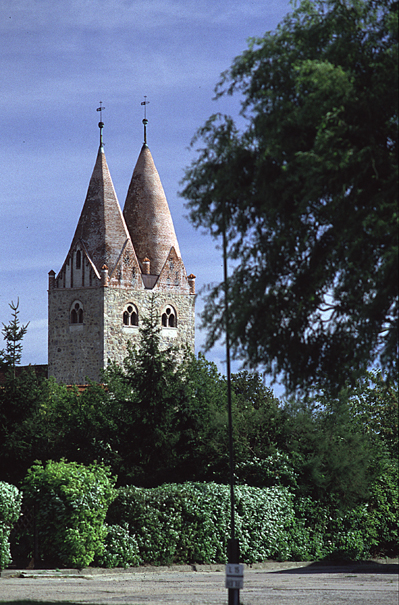
Брунау